# Liste des codes IATA des aéroports/K
Liste des codes IATA des aéroports internationaux.
Le code de deux lettres qui suit la ville est la subdivision du pays (région, État…) selon la norme ISO 3166-2.
- A
- B
- C
- D
- E
- F
- G
- H
- I
- J
- K
- L
- M
- N
- O
- P
- Q
- R
- S
- T
- U
- V
- W
- X
- Y
- Z

- Haut – KA
- KB
- KC
- KD
- KE
- KF
- KG
- KH
- KI
- KJ
- KK
- KL
- KM
- KN
- KO
- KP
- KQ
- KR
- KS
- KT
- KU
- KV
- KW
- KX
- KY
- KZ

## KA
- KAA – Aérodrome de Kasama, Zambie
- KAB – Kariba, Zimbabwe
- KAC – Aéroport de Kameshli, Syrie
- KAD – Aéroport international de Kaduna, Nigeria
- KAE – Kake (Hydroaéroport), Alaska, États-Unis
- KAF – Karato, Papouasie-Nouvelle-Guinée
- KAG – Gangneung (Base aérienne), Corée du Sud
- KAH – Melbourne (Héliport), Victoria, Australie
- KAI – Aérodrome de Kaieteur, Guyana
- KAJ – Aéroport de Kajaani, Finlande
- KAL – Kaltag, Alaska, États-Unis
- KAM – Kamaran, Yémen
- KAN – Aéroport international Mallam Aminu Kano, Nigeria
- KAO – Aéroport de Kuusamo, Finlande
- KAP – Aéroport de Kapanga, République démocratique du Congo
- KAQ – Kamulai, Papouasie-Nouvelle-Guinée
- KAR – Kamarang, Guyana
- KAS – Karasburg, Namibie
- KAT – Kaitaia, Nouvelle-Zélande
- KAU – Kauhava, Fidji
- KAV – Kavanayen, État de Bolívar, Venezuela
- KAW – Kawthaung, Birmanie
- KAX – Kalbarri, Australie occidentale, Australie
- KAY – Île Wakaya, Fidji
- KAZ – Kau, Indonésie

## KB
- KBA – Kabala, Sierra Leone
- KBB – Kirkimbie, Territoire du Nord, Australie
- KBC – Birch Creek, Alaska, États-Unis
- KBD – Kimberley Downs, Australie occidentale, Australie
- KBE – Île Bell (Hot Springs Seaplane Base), Alaska, États-Unis
- KBF – Karubaga, Indonésie
- KBG – Chutes Kabalega, Ouganda
- KBH – Kalat, Pakistan
- KBI – Aéroport de Kribi, Cameroun
- KBJ – Kings Canyon, Territoire du Nord, Australie
- KBK – Klag Bay, Alaska, États-Unis
- KBL – Aéroport international de Kaboul, Afghanistan
- KBM – Kabwum, Papouasie-Nouvelle-Guinée
- KBN – Aéroport de Tunta, République démocratique du Congo
- KBO – Aéroport de Kabalo, République démocratique du Congo
- KBP – Aéroport de Kiev Boryspil, Ukraine
- KBQ – Kasungu, Malawi
- KBR – Aéroport Sultan Ismail Petra, Malaisie
- KBS – Bo, Sierra Leone
- KBT – Kabaena, Indonésie
- KBU – Kotabaru, Indonésie
- KBV – Aéroport de Krabi, Thailand
- KBW – Chignik (Seaplane Base), Alaska, États-Unis
- KBX – Kambuaya, Indonésie
- KBY – Streaky Bay, Australie méridionale, Australie
- KBZ – Kaikoura, Nouvelle-Zélande

## KC
- KCA – Kucha, Chine
- KCB – Kasikasima, Suriname
- KCC – Coffman Cove (Hydroaéroport), Alaska, États-Unis
- KCD – Kamur, Indonésie
- KCE – Collinsville, Queensland, Australie
- KCF –  Kadanwari, Pakistan
- KCG – Chignik, Alaska, États-Unis
- KCH – Aéroport international de Kuching, Sarawak, Malaisie
- KCJ –  Komaio, Papouasie-Nouvelle-Guinée
- KCK – Kirensk, Oblast d'Irkoutsk, Russie
- KCL – Chignik Lagoon, Alaska, États-Unis
- KCM – Kahramanmaraş, Turquie
- KCN – Chernofski Harbor (Hydroaéroport), Alaska, États-Unis
- KCO – Izmit (Cengiz Topel Naval Air Station), Turquie
- KCP – Kamianets-Podilskyï, Khmel'nyts'kyy, Ukraine
- KCQ – Chignik, Alaska, États-Unis
- KCR – Colorado Creek, Alaska, États-Unis
- KCS – Kings Creek Station, Territoire du Nord, Australie
- KCT – Aéroport de Koggala, Sri Lanka
- KCU – Masindi, Ouganda
- KCZ – Kōchi, Japon

## KD
- KDA – Aérodrome de Kolda Nord, Sénégal
- KDB – Kambalda, Australie occidentale, Australie
- KDC – Aérodrome de Kandi, Benin
- KDD – Khuzdar, Pakistan
- KDE – Koroba, Papouasie-Nouvelle-Guinée
- KDG – Kardjali, Bulgarie
- KDH – Aéroport international de Kandahar, Afghanistan
- KDI – Aéroport Haluoleo, Indonésie
- KDJ – Ndjolé, Gabon
- KDK – Kodiak, Alaska, États-Unis
- KDL – Aérodrome de Kärdla, Estonie
- KDM – Gaafu Dhaalu, Maldives
- KDN – Ndendé, Gabon
- KDP – Kandep, Papouasie-Nouvelle-Guinée
- KDR – Kandrian, Papouasie-Nouvelle-Guinée
- KDS – Kamaran Downs, Queensland, Australie
- KDT – Amphoe Kamphaeng Saen, Thaïlande
- KDU – Skardu, Pakistan
- KDV – Aérodrome Vunisea de Kadavu, Fidji
- KDW – Kandy (Victoria), Sri Lanka
- KDX – Aéroport de Kadougli (en), Soudan
- KDY – Khandyga, République de Sakha, Russie
- KDZ – Kandy (Polgolla), Sri Lanka

## KE
- KEA – Kerki, Turkmenistan
- KEB – Nanwalek, Alaska, États-Unis
- KEC – Aéroport de Kasenga, République démocratique du Congo
- KED – Kaédi, Mauritanie
- KEE – Kéllé, République du Congo
- KEF – Aéroport international de Keflavík, Islande
- KEG – Keglsugl, Papouasie-Nouvelle-Guinée
- KEH – Seattle (Kenmore Seaplane Base), Washington, États-Unis
- KEI – Kepi, Indonésie
- KEJ – Aéroport international de Kemerovo, Russie
- KEK – Ekwok, Alaska, États-Unis
- KEL – Kiel, Allemagne
- KEM – Aéroport de Kemi-Tornio, Finlande
- KEN – Kenema, Sierra Leone
- KEO – Aérodrome d'Odienné, Côte d’Ivoire
- KEP – Aéroport de Nepalganj, Népal
- KEQ – Kebar, Indonésie
- KER – Aéroport international de Kerman, Iran
- KES – Kelsey, Manitoba, Canada
- KET – Aéroport de Kengtung, Birmanie
- KEU – Keekorok, Kenya
- KEV – Aéroport d'Halli, Kuorevisi, Finlande
- KEW – Keewaywin, Ontario, Canada
- KEX – Kanabea, Papouasie-Nouvelle-Guinée
- KEY – Kericho, Kenya
- KEZ – Colombo (Kelani River-Peliyagoda Waterdrome), Sri Lanka

## KF
- KFA – Kiffa, Mauritanie
- KFE – Cloud Break, Australie occidentale, Australie
- KFG – Kalkurung, Territoire du Nord, Australie
- KFM – Wood Buffalo, Aberta, Canada
- KFP – False Pass, Alaska, États-Unis
- KFS – Kastamonu, Turquie
- KFZ – Aéroport de Kukës, Albanie

## KG
- KGA – Aéroport de Kananga, République démocratique du Congo
- KGB – Konge, Papouasie-Nouvelle-Guinée
- KGC – Kingscote (Île Kangourou), Australie méridionale, Australie
- KGD – Aéroport Khrabrovo, Kaliningrad, Russie
- KGE – Île Kaghau, Îles Salomon
- KGF – Aéroport de Sary-Arka, Kazakhstan
- KGG – Aérodrome de Kédougou, Sénégal
- KGH – Yongai, Papouasie-Nouvelle-Guinée
- KGI – Kalgoorlie, Australie occidentale, Australie
- KGJ – Karonga, Malawi
- KGK – Koliganek, Alaska, États-Unis
- KGL – Aéroport de Kigali (Kanombe), Rwanda
- KGM – Kumgim, Papouasie-Nouvelle-Guinée
- KGN – Aéroport de Kasongo Lunda, République démocratique du Congo
- KGO – Aéroport de Kropyvnytskyï, Ukraine
- KGR – Kulgera, Territoire du Nord, Australie
- KGS – Aéroport international de l'île de Kos, Grèce
- KGT – Aéroport de Kangding, Chine
- KGU – Keningau, Malaisie
- KGW – Kagi, Papouasie-Nouvelle-Guinée
- KGX – Grayling, Alaska, États-Unis
- KGY – Kingaroy, Queensland, Australie
- KGZ – Glacier Creek, Alaska, États-Unis

## KH
- KHA – Khaneh, Iran
- KHC – Aéroport de Kertch, Crimée, Ukraine
- KHE – Aéroport international de Kherson, Mykolayiv, Ukraine
- KHG – Aéroport de Kachgar, Chine
- KHH – Aéroport international de Kaohsiung, Taïwan
- KHI – Aéroport international Jinnah, Karachi, Pakistan
- KHJ – Kauhajoki, Finlande
- KHK – Kharg, Iran
- KHL – Khulnâ, Bangladesh
- KHM – Hkamti, Birmanie
- KHN – Aéroport international de Nanchang Changbei, Chine
- KHO – Khoka Moya Airport (d) , Afrique du Sud
- KHR - Kharkhorin, Övörhangay, Mongolie
- KHS – Aéroport de Khasab, Oman
- KHT – Aérodrome de Khôst, Afghanistan
- KHU – Aéroport de Krementchouk, Poltava, Ukraine
- KHV – Aéroport de Khabarovsk, Russie
- KHW – Khwai River, Botswana
- KHX – Kihihi, Ouganda
- KHY – Khoy, Iran
- KHZ – Aérodrome de Kauehi, Polynésie française, France

## KI
- KIA – Kaiapit, Papouasie-Nouvelle-Guinée
- KIB – Ivanof Bay (Seaplane Base), Alaska, États-Unis
- KIC – King City (Aéroport de Mesa del Rey), Californie, États-Unis
- KID – Kristianstad, Suède
- KIE – Kieta, Papouasie-Nouvelle-Guinée
- KIF – Lac Kingfisher, Ontario, Canada
- KIG – Koingnaas, Afrique du Sud
- KIH – Aéroport de l'île de Kish, Iran
- KII – Kibuli, Papouasie-Nouvelle-Guinée
- KIJ – Aéroport de Niigata, Honshu, Japon
- KIK – Kirkouk, Irak
- KIL – Kilwa, République démocratique du Congo
- KIM – Aérodrome de Kimberley, Afrique du Sud
- KIN – Aéroport international Norman Manley de Kingston, Jamaïque
- KIO – Île Kili, Îles Marshall
- KIP – Wichita Falls (Kickapoo Airpark), Texas, États-Unis
- KIQ – Kira, Papouasie-Nouvelle-Guinée
- KIR – Aéroport de Kerry, Irlande
- KIS – Aéroport de Kisumu, Kenya
- KIT – Aéroport de Cythère, Grèce
- KIU – Kiunga, Kenya
- KIW – Kitwe, Zambie
- KIX – Aéroport international du Kansai, Japon
- KIY – Kilwa Masoko, Tanzanie
- KIZ – Kikinonda, Papouasie-Nouvelle-Guinée

## KJ
- KJA – Aéroport international de Krasnoïarsk, Kraï de Krasnoïarsk, Russie
- KJB – Orvakal (Aeroport de Kurnool), Andhra Pradesh, Inde
- KJH – Kaili, Guizhou, Chine
- KJI – Burqin (Aéroport de Kanas), Xinjiang, Chine
- KJK – Aéroport de Courtrai, Kortrijk-Wevelgem, Belgique
- KJP – Archipel Kerama, Japon
- KJT – Aéroport international de Kertajati, Indonésie
- KJU – Kamiraba, Papouasie-Nouvelle-Guinée
- KJX – Blangpidie, Indonésie

## KK
- KKA – Koyuk, Alaska, États-Unis
- KKB – Kitoi Bay (Hydroaéroport), Alaska, États-Unis
- KKC – Khon Kaen, Thaïlande
- KKD – Kokoda, Papouasie-Nouvelle-Guinée
- KKE – Kerikeri (Bay of Islands), Nouvelle-Zélande
- KKF – Kaktovik, Alaska, États-Unis
- KKG – Konawaruk, Guyana
- KKH – Kongiganak, Alaska, États-Unis
- KKI – Akiachak (Hydroaéroport), Alaska, États-Unis
- KKJ – Aéroport de Kitakyushu, Japon
- KKK – Kalakaket (Hydroaéroport), Alaska, États-Unis
- KKL – Karluk Lake (Hydroaéroport), Alaska, États-Unis
- KKM – Koke Kathiem/Lopburi, Thailand
- KKN – Aéroport de Kirkenes, Norvège
- KKO – Kaikohe, Nouvelle-Zélande
- KKP – Koolburra, Queensland, Australie
- KKQ – Krasnoselkup, Iamalie, Russie
- KKR – Aérodrome de Kaukura, Polynésie française, France
- KKS – Kachan, Iran
- KKT – Kentland, Indiana, États-Unis
- KKU – Ekuk, Alaska, États-Unis
- KKW – Aéroport de Kikwit, République démocratique du Congo
- KKX – Kikai, Japon
- KKY – Kilkenny, Irlande
- KKZ – Kaoh Kong, Cambodge

## KL
- KLA – Kampala, Ouganda
- KLB – Kalabo, Zambie
- KLC – Aérodrome de Kaolack, Sénégal
- KLD – Tver (Migalovo), Russie
- KLE – Aéroport de Kaélé, Cameroun
- KLF – Kalouga, Russie
- KLG – Kalskag, Alaska, États-Unis
- KLH – Kolhapur, Inde
- KLI – Base aérienne de Kotakoli, République démocratique du Congo
- KLJ – Klaipėda, Lituanie
- KLK – Kalokol, Kenya
- KLL – Levelock, Alaska, États-Unis
- KLM – Kalaleh, Iran
- KLN – Larsen Bay, Alaska, États-Unis
- KLO – Aéroport international de Kalibo, Philippines
- KLP – Kelp Bay, Alaska, États-Unis
- KLQ – Keluang, Indonésie
- KLR – Aéroport de Kalmar, Suède
- KLS – Kelso (Longview Airport), Washington, États-Unis
- KLT – Kaiserslautern, Allemagne
- KLU – Aéroport de Klagenfurt, Autriche
- KLV – Aéroport de Karlovy Vary, Tchéquie
- KLW – Aéroport de Klawock, Alaska, États-Unis
- KLX – Aéroport de Kalamata, Grèce
- KLY – Kalima, République démocratique du Congo
- KLZ – Kleinzee, Afrique du Sud

## KM
- KMA – Kerema, Papouasie-Nouvelle-Guinée
- KMB – Koinambe, Papouasie-Nouvelle-Guinée
- KMC – Aéroport domestique d'Hafar Al-Batin, Arabie saoudite
- KMD – Mandji, Gabon
- KME – Aéroport de Kamembe, Rwanda
- KMF – Kamina, Papouasie-Nouvelle-Guinée
- KMG – Aéroport international de Kunming Changshui, Chine
- KMH – Kuruman, Afrique du Sud
- KMI – Aéroport de Miyazaki, Japon
- KMJ – Aéroport de Kumamoto, Japon
- KMK – Makabana, République du Congo
- KML – Kamileroi, Queensland, Australie
- KMM – Kimam, Indonésie
- KMN – Aéroport de Kamina, République démocratique du Congo
- KMO – Manokotak, Alaska, États-Unis
- KMP – Keetmanshoop, Namibie
- KMQ – Aéroport de Komatsu, Japon
- KMR – Karimui, Papouasie-Nouvelle-Guinée
- KMS – Aéroport de Kumasi, Ghana
- KMT – Kampot, Cambodge
- KMU – Aéroport de Kismayo, Somalie
- KMV – Kalemyo, Birmanie
- KMW – Kostroma, Russie
- KMX – Khamis Mushait, Arabie saoudite
- KMY – Moser Bay (Hydroaéroport), Alaska, États-Unis
- KMZ – Kacma, Zambie

## KN
- KNA – Viña del Mar, Chili
- KNB – Kanab, Utah, États-Unis
- KNC – Jian, Chine
- KND – Aéroport de Kindu, République démocratique du Congo
- KNE – Kanainj, Papouasie-Nouvelle-Guinée
- KNF – RAF Marham, Angleterre, Royaume-Uni
- KNG – Kaimana, Indonésie
- KNH – Aérodrome de Kinmen, Taïwan
- KNI – Katanning, Australie occidentale, Australie
- KNJ – Kindamba, République du Congo
- KNK – Kokhanok, Alaska, États-Unis
- KNL – Kelanoa, Papouasie-Nouvelle-Guinée
- KNM – Aéroport de Kaniama, République démocratique du Congo
- KNN – Aérodrome de Kankan, Guinée
- KNO – Aéroport international de Kuala Namu, Medan, Indonésie
- KNQ – Aérodrome de Koné, Nouvelle-Calédonie, France
- KNR – Bandar Kangan, Iran
- KNS – King Island, Tasmanie, Australie
- KNT – Kennett, Missouri, États-Unis
- KNU – Kanpur, Inde
- KNW – New Stuyahok, Alaska, États-Unis
- KNX – Aéroport de Kununurra, Australie Occidentale, Australie
- KNY – Kenny Cove, Arabie saoudite
- KNZ – Aérodrome de Kéniéba, Mali

## KO
- KOA – Aéroport international de Kona, Hawaï, États-Unis
- KOB – Koutaba, Cameroun
- KOC – Aérodrome de Koumac, Nouvelle-Calédonie, France
- KOD – Kota Bangun, Indonésie
- KOE – Aéroport El Tari, Indonésie
- KOG – Khong, Laos
- KOH – Koolatah, Queensland, Australie
- KOI – Aéroport de Kirkwall, Écosse, Royaume-Uni
- KOJ – Aéroport de Kagoshima, Kyushu, Japon
- KOK – Aéroport de Kokkola-Pietarsaari, Finlande
- KOL – Koumala, République centrafricaine
- KOM – Komo-Manda, Papouasie-Nouvelle-Guinée
- KON – Kontum, Viêt Nam
- KOO – Kongolo, République démocratique du Congo
- KOP – Nakhon Phanom, Thailande
- KOQ – Köthen, Saxe-Anhalt, Allemagne
- KOR – Kakoro, Papouasie-Nouvelle-Guinée
- KOS – Aéroport international de Sihanoukville, Cambodge
- KOT – Kotlik, Alaska, États-Unis
- KOU – Aéroport de Koulamoutou, Gabon
- KOV – Aéroport de Kökşetaw, Kazakhstan
- KOW – Aéroport de Ganzhou Huangjin, Chine
- KOX – Kokonao, Indonésie
- KOY – Olga Bay (Hydroaéroport), Alaska, États-Unis
- KOZ – Ouzinkie, Alaska, États-Unis

## KP
- KPA – Kopiago, Papouasie-Nouvelle-Guinée
- KPB – Point Baker (Hydroaéroport), Alaska, États-Unis
- KPC – Port Clarence, Alaska, États-Unis
- KPD – Stouffers Heliport, King of Prussia, Pennsylvanie, États-Unis
- KPE – Yapsiei, Papouasie-Nouvelle-Guinée
- KPF – Kondubol, Papouasie-Nouvelle-Guinée
- KPG – Kurupung, Guyana
- KPH – Pauloff Harbor, Alaska, États-Unis
- KPI – Kapit, Sarawak, Malaisie
- KPK – Parks (Hydroaéroport), Alaska, États-Unis
- KPM – Kompiam, Papouasie-Nouvelle-Guinée
- KPN – Kipnuk, Alaska, États-Unis
- KPO – Aéroport de Pohang, Corée du Sud
- KPP – Kalpowar, Queensland, Australie
- KPR – Port Williams, Alaska, États-Unis
- KPS – Kempsey, New South Wales, Australie
- KPT – Jackpot, Nevada, États-Unis
- KPV – Perryville Airport, Alaska, États-Unis
- KPW – Keperveyem, Tchoukotka, Russie
- KPY – Port Bailey (Hydroaéroport), Alaska, États-Unis

## KQ
- KQA – Akutan (Hydroaéroport), Alaska, États-Unis
- KQB – Koonibba, Australie-Méridionale , Australie
- KQH – Kishangarh, Rajasthan, Inde
- KQL – Kol, Papouasie-Nouvelle-Guinée
- KQR – Karara, Australie occidentale , Australie
- KQT – Aéroport international de Qurghonteppa, Tadjikistan

## KR
- KRA – Kerang, Victoria, Australie
- KRB – Karumba, Queensland, Australie
- KRC – Kerinci, Samatra, Indonésie
- KRD – Kurundi, Territoire du Nord, Australie
- KRE – Kirundo, Burundi
- KRF – Aérodrome de Kramfors-Sollefteå, Suède
- KRG – Karasabai, Guyana
- KRH – Redhill, Angleterre, Royaume-Uni
- KRI – Kikori, Papouasie-Nouvelle-Guinée
- KRJ – Karawari, Papouasie-Nouvelle-Guinée
- KRK – Aéroport Jean-Paul II de Cracovie, Pologne
- KRL – Aéroport de Korla, Chine
- KRM – Karinambo, Guyana
- KRN – Aéroport de Kiruna, Suède
- KRO – Kourgan, Russie
- KRP – Jutland central, Danemark
- KRQ – Kramatorsk, Donetsk, Ukraine
- KRR – Aéroport international de Krasnodar, Russie
- KRS – Aéroport de Kristiansand Kjevik, Norvège
- KRT – Aéroport international de Khartoum, Soudan
- KRU – Kerua, Papouasie-Nouvelle-Guinée
- KRV – Kimwarer, Kenya
- KRW – Aéroport de Türkmenbaşy, Balkan, Turkménistan
- KRX – Karkar, Papouasie-Nouvelle-Guinée
- KRY – Karamay, Chine
- KRZ – Aéroport de Basango Mboliasa, République démocratique du Congo

## KS
- KSA – Aéroport international de Kosrae, Micronésie
- KSB – Kasanombe, Papouasie-Nouvelle-Guinée
- KSC – Aéroport international de Košice, Slovaquie
- KSD – Aérodrome de Karlstad, Suède
- KSE – Kasese, Ouganda
- KSF – Aéroport de Cassel, Allemagne
- KSG – Kisengan, Papouasie-Nouvelle-Guinée
- KSH – Aéroport de Kermanchah, Iran
- KSI – Aéroport de Kissidougou, Guinée
- KSJ – Aérodrome de Kassos, Crete, Grèce
- KSK – Karlskoga, Suède
- KSL – Kassala, Soudan
- KSM – Saint Mary's, Alaska, États-Unis
- KSN – Aéroport de Kostanaï, Kazakhstan
- KSO – Kastoriá, Grèce
- KSP – Kosipe, Papouasie-Nouvelle-Guinée
- KSQ – Aéroport de Karchi, Qashqadaryo, Ouzbékistan
- KSR – Selayar, Indonésie
- KSS – Aéroport international de Sikasso Dignagan, Mali
- KST – Kosti, Soudan
- KSU – Aéroport de Kristiansund, Norvège
- KSV – Springvale, Queensland, Australie
- KSW – Kiryat Shmona, Israël
- KSY – Kars, Turquie
- KSX – Yasuru, Papouasie-Nouvelle-Guinée

## KT
- KTA – Karratha , Australie occidentale, Australie
- KTB – Thorne Bay (Hydroaeroport) , Alaska, États-Unis
- KTC – Aérodrome de Katiola, Côté d’Ivoire
- KTD – Kitadaitō, Japon
- KTE – Kerteh, Malaisie
- KTF – Takaka, Nouvelle-Zélande
- KTG – Aéroport Rahadi Osman, Borneo, Indonésie
- KTH – Tikchik Lodge (Hydroaeroport), Alaska, États-Unis
- KTI – Kratie, Cambodge
- KTJ – Kichwa Tembo, Kenya
- KTK – Kanua, Papouasie-Nouvelle-Guinée
- KTL – Kitale, Kenya
- KTM – Aéroport international Tribhuvan, Népal
- KTN – Aéroport international de Ketchikan, Alaska, États-Unis
- KTO – Kato, Guyana
- KTP – Aérodrome Tinson Pen, Kingston, Jamaïque
- KTQ – Kitee, Finlande
- KTR – Katherine, Territoire du Nord, Australie
- KTS – Aéroport de Brevig Mission, Alaska, États-Unis
- KTT – Aéroport de Kittilä, Finlande
- KTU – Kota, Inde
- KTV – Kamarata, Venezuela
- KTW – Aéroport de Katowice-Pyrzowice, Pologne
- KTX – Aérodrome de Koutiala, Mali
- KTY – Kalutara, Sri Lanka

## KU
- KUA – Aéroport Sultan Haji Ahmad Shah, Malaisie
- KUB – Kuala Belait, Brunei
- KUC – Kuria, Kiribati
- KUD – Kudat, Sabah, Malaisie
- KUE – Kukundu, Îles Salomon
- KUF – Aéroport international de Samara, Russie
- KUG – Île Kubin, Queensland, Australie
- KUH – Kushiro, Japon
- KUI – Île Kawau, Nouvelle-Zélande
- KUJ – Kushimoto, Japon
- KUK – Kasigluk, Alaska, États-Unis
- KUL – Aéroport international de Kuala Lumpur, Malaisie
- KUM – Yakushima, Japon
- KUN – Aéroport de Kaunas, Lituanie
- KUO – Aéroport de Kuopio, Finlande
- KUP – Kupiano, Papouasie-Nouvelle-Guinée
- KUQ – Kuri, Papouasie-Nouvelle-Guinée
- KUR – Aérodrome de Razer, Afghanistan
- KUS – Aéroport de Kulusuk, Groenland
- KUT – Aéroport international David-IV de Koutaïssi, Géorgie
- KUU – Kullu, Inde
- KUV – Aéroport de Gunsan, Corée du Sud
- KUX – Kuyol, Papouasie-Nouvelle-Guinée
- KUY – Kamusi, Papouasie-Nouvelle-Guinée

## KV
- KVA – Aéroport international de Kavala, Grèce
- KVB – Skövde, Suède
- KVC – King Cove, Alaska, États-Unis
- KVD – Aéroport international de Gandja, Azerbaïdjan
- KVE – Kitava, Papouasie-Nouvelle-Guinée
- KVG – Kavieng, Papouasie-Nouvelle-Guinée
- KVK – Kirovsk/Apatity, Oblast de Mourmansk, Russie
- KVL – Kivalina, Alaska, États-Unis
- KVM – Markovo, Tchoukotka, Russie
- KVO – Aéroport de Morava, Kraljevo, Serbie
- KVR – Kavalerovo, Kraï du Primorié, Russie
- KVU – Korolevu, Fidji
- KVX – Aéroport de Kirov, Russie

## KW
- KWA – Kwajalein (Bucholz AAF), îles Marshall
- KWB – Îles Karimunjawa, Indonésie
- KWD – Kavadja, République centrafricaine
- KWE – Aéroport international de Guiyang Longdongbao, Chine
- KWF – Waterfall, Alaska, États-Unis
- KWG – Aéroport de Kryvyï Rih, Dnipropetrovs'k, Ukraine
- KWH – Aérodrome de Khwahan, Afghanistan
- KWI – Aéroport international de Koweït, Koweït
- KWJ – Aéroport de Gwangju, Corée du Sud
- KWK – Kwigillingok (hydroaéroport), Alaska, États-Unis
- KWL – Aéroport international de Guilin Liangjiang, Chine
- KWM – Kowanyama, Queensland, Australie
- KWN – Aéroport de Quinhagak, Alaska, États-Unis
- KWO – Kawito, Papouasie-Nouvelle-Guinée
- KWP – West Point (hydroaéroport), Alaska, États-Unis
- KWR – Kwai Harbour, Îles Salomon
- KWT – Kwethluk, Alaska, États-Unis
- KWV – Kurwina, Îles Salomon
- KWX – Île Kiwai, Papouasie-Nouvelle-Guinée
- KWY – Kiwayu, Kenya
- KWZ – Aéroport de Kolwezi, République démocratique du Congo

## KX
- KXA – Kasaan (Hydroaéroport), Alaska, États-Unis
- KXD – Kondinskoye, Khantys-Mansism Russie
- KXE – Klerksdorp, Afrique du Sud
- KXF – Aérodrome de Koro, Fidji
- KXK – Base aérienne de Khourba, Khabarovsk, Russie
- KXR – Karoola, Papouasie-Nouvelle-Guinée
- KXU – Aérodrome de Katiu, Polynésie française, France

## KY
- KYA – Aéroport de Konya, Turquie
- KYD – Aérodrome de Lanyu-île des Orchidées, Taïwan
- KYE – Tripoli (Rene Mouawad Air Base), Liban
- KYF – Yeelirrie, Queensland, Australie
- KYI – Yalata Mission, Australie méridionale, Australie
- KYK – Karluk, Alaska, États-Unis
- KYN – Milton Keynes, Angleterre, Royaume-Uni
- KYO – Tampa (North Aero Park), Floride, États-Unis
- KYP – Kyaukpyu, Birmanie
- KYS – Aéroport international de Kayes Dag Dag, Mali
- KYT – Kyaukhtu, Birmanie
- KYU – Koyukuk, Alaska, États-Unis
- KYX – Yalumet, Papouasie-Nouvelle-Guinée
- KYZ – Aéroport de Kyzyl, Tuva, Russie

## KZ
- KZB – Zachar Bay (Hydroaéroport) , Alaska, États-Unis
- KZC – Kampong Chhnang, Cambodge
- KZD – Krakor, Cambodge
- KZF – Kaintiba, Papouasie-Nouvelle-Guinée
- KZG – Kitzingen, Bavière, Allemagne
- KZH – Kizhuyak, Alaska, États-Unis
- KZI – Kozáni, Grèce
- KZK – Kompong Thom, Cambodge
- KZN – Aéroport international de Kazan, Tatarstan, Russie
- KZO – Aéroport de Kyzylorda, Kazakhstan
- KZR – Kütahya (Zafer), Turquie
- KZS – Aérodrome de Kastellórizo, Grèce